# Progeria Research Foundation

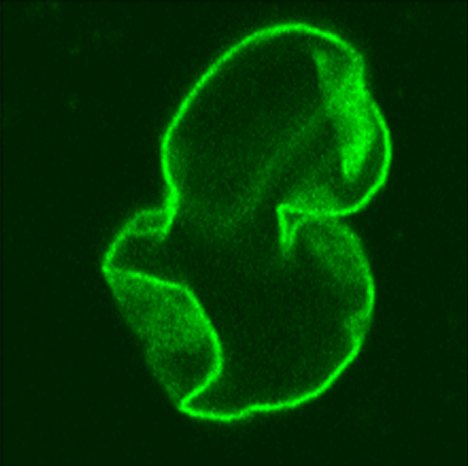
Il nucleo di una cellula malata di un paziente affetto da progeria.

La Progeria Research Foundation, anche nota con l'acronimo PRF, è un'associazione senza fini di lucro fondata nel 1999 dalla famiglia Berns. È l'unica associazione che si occupa esclusivamente della ricerca finalizzata a scoprire la causa, il trattamento e la cura della progeria.
Lo scopo dell'associazione è quello di sensibilizzare l'opinione pubblica sulla progeria, di aiutare le famiglie dei pazienti affetti e di favorire la ricerca sulla malattia. Infatti, la PRF finanzia la ricerca medica e gestisce programmi di ricerca volti sia a individuare le cause, sia a mettere a punto trattamenti in grado di contrastare gli effetti della malattia.  

## Storia
I dottori Leslie Gordon e Scott Berns, nell'estate 1998, una volta scoperto che loro figlio Sam era affetto da progeria, iniziarono a cercare informazioni su essa. 
Ben presto si resero conto che c'erano poche risorse dedicate a questa malattia rara: non sapevano a chi rivolgersi per maggiori informazioni e scoprirono che non era previsto alcun finanziamento per coloro che volessero compiere ricerche sulla progeria.
La mancanza di informazioni, combinata alla mancanza di studi e di finanziamenti, perciò spinse la famiglia Berns a fondare la Progeria Research Foundation insieme ad amici e colleghi.

## Progressi
Nel 2003, la PRF e il National Institutes of Health hanno annunciato che la malattia è causata da una mutazione nel gene LMNA che contiene le informazioni per la costruzione delle lamine A e C. Insieme alle lamine B, queste concorrono, in condizioni normali, alla costruzione della membrana nucleare quando la cellula si divide per moltiplicarsi. In questa malattia, la mutazione porta alla produzione di lamine A tronche, chiamate progerine , che determinano un'alterazione nella capacità di dividersi delle cellule e ne favoriscono la morte prematura. Nella progeria risulta, pertanto, danneggiata la capacità dei tessuti di rigenerarsi.
In seguito a questa scoperta, i ricercatori hanno messo a punto una terapia sperimentale al fine di bloccare o almeno rallentare il decorso della malattia.

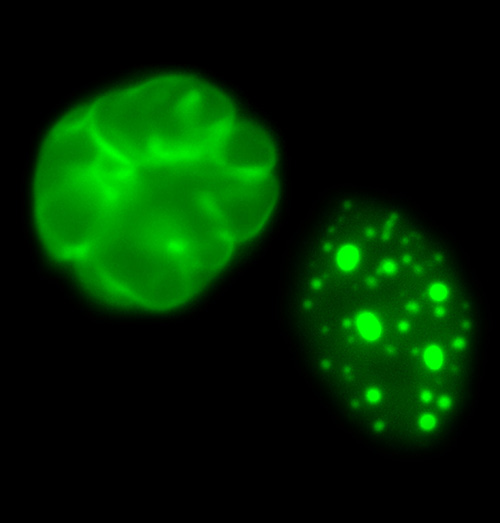
Cellule di bambini affetti da progeria senza alcun trattamento (a sinistra), messe a confronto con cellule che invece sono state trattate con un farmaco inibitore della farnesil transferasi (FTI).
Una classe di farmaci noti come inibitori della farnesil transferasi (FTI) restituisce alle cellule affette un aspetto normale: questi farmaci bloccano il primo passo della produzione della proteina (progerina) che provoca la sindrome.

La PRF con la collaborazione del National Institutes of Health, del Children's Hospital di Boston e del Dana - Farber Cancer Institute ha promosso a partire dal 2009 una sperimentazione clinica per testare l'efficacia di tre farmaci (chiamati "farmaci della speranza"):  
- una statina, la pravastatina: abitualmente utilizzata per ridurre i livelli di colesterolo e prevenire il danno cardiovascolare;
- un bifosfonato, l'acido zoledronico: abitualmente impiegato per migliorare l'osteoporosi e per prevenire le fratture scheletriche;
- un inibitore della farnesiltransferasi (FTI), il lonafarnib: un farmaco che rende reversibili le anomalie e il fenotipo associati alla progeria in vari modelli murini.

La sperimentazione clinica ha avuto una durata di due anni e ha dimostrato il successo del lonafarnib nel facilitare l'incremento ponderale e nel migliorare sia le alterazioni cardiovascolari che scheletriche.

## Servizi
La Progeria Research Foundation dalla sua fondazione ha messo a disposizione diversi servizi e trattamenti che possono essere utilizzati da tutti. Tra questi troviamo:
- Il registro internazionale della progeria: gestisce le informazioni delle persone che soffrono di questa patologia.

- Una banca di cellule e tessuti: registra il materiale genetico e biologico dei pazienti affetti da progeria e delle loro famiglie.

- Un Database: raccoglie le informazioni mediche dei pazienti affetti da progeria di tutto il mondo.

- Un test diagnosico: è stato sviluppato in seguito alla scoperta del gene fatta nel 2003. Questo test ha permesso di evitare diagnosi errate e di ricevere, nel caso in cui venga diagnosticata la malattia, un rapido intervento medico in modo da garantire una migliore qualità di vita dei bambini.

- Workshop scientifici sulla progeria: La PRF ha organizzato 10 conferenze scientifiche a cui hanno partecipato scienziati provenienti da tutto il mondo che in tali circostanze hanno potuto condividere le loro esperienze.

- Assegni di ricerca: La PRF ha finanziato progetti in tutto il mondo, che hanno portato a importanti scoperte sulla progeria. Grazie a tali finanziamenti, nel 2003, è stato possibile individuare la mutazione del gene responsabile della malattia. Nel 2007 sono iniziati i test sul lonafarnib che, nel 2012, è risultato essere efficace a livello cardiovascolare. Nel 2014 sono stati dimostrati i benefici di tale farmaco anche sull'allungamento della vita.

- Un programma di traduzione: "In touch with the world". Questa iniziativa ha reso possibile la divulgazione del materiale scientifico riguardante la progeria in 28 lingue.
- Sensibilizzazione dell'opinione pubblica: la PRF cerca di sensibilizzare l'opinione pubblica attraverso Facebook, Twitter e altre reti sociali. La storia della PRF è apparsa su diversi mass media conosciuti: CNN, ABC News, Primetime, Dateline, The Katie Couric Show, The Today Show, "The New York Times", "The Wall Street Journal".[8]